# Steve Ferrone
Pour l’article homonyme, voir Federico Ferrone.
Stephen Ferrone, né le 25 avril 1950 à Brighton en Angleterre, connu sous le nom de scène Steve Ferrone ou Mr Groove, est un batteur britannique.
Il fut membre d'Average White Band, de Bloodstone, d'Oblivion Express de Brian Auger et de Duran Duran. 
Steve Ferrone a enregistré et joué avec de nombreux artistes tels que Slash, Chaka Khan, Eric Clapton, Tom Petty and the Heartbreakers, Brian May, Cyndi Lauper, Scritti Politti, ou encore Quincy Jones au Montreux Jazz Festival en 1996, mais également des artistes français comme Patrick Bruel (Alors regarde) et Johnny Hallyday (Ça ne change pas un homme, 1992).

## Discographie
- 1975 : Riddle of the Sphinx - Bloodstone
- 1975 : Cut The Cake - Average White Band (AWB)
- 1976 : Soul Searching - AWB
- 1976 : Person To Person (live) - AWB
- 1977 : Benny & Us - AWB
- 1977 : Up - Morrissey - Mullen
- 1977 : The Atlantic Family Live in Montreaux
- 1978 : Warmer Communications - AWB
- 1978 : Chaka - Chaka Khan
- 1979 : Feel No Fret - AWB
- 1980 : Invisible Man's Band - Invisible Man's Band
- 1980 : Shine _- AWB
- 1980 : Volume VIII - AWB
- 1982 : Cupid's In Fashion - AWB
- 1984 : Christine McVie - Christine McVie
- 1985 : Glow - Rick James
- 1985 : Cupid & Psyche 85 - Scritti Politti ("Wood Beez (Pray Like Aretha Franklin)" and "Absolute")
- 1986 : Souliloquy - Dick Morrissey
- 1986 : L Is For Lover - Al Jarreau
- 1986 : Notorious - Duran Duran
- 1988 : Big Thing - Duran Duran
- 1988 : C.K. - Chaka Khan
- 1989 : One - Bee Gees
- 1989 : Alors regarde - Patrick Bruel
- 1989 : A night to remember Cyndi Lauper
- 1989 : Journeyman - Eric Clapton
- 1991 : Ça ne change pas un homme - Johnny Hallyday
- 1992 : Unplugged - Eric Clapton
- 1992 : Live in Japan - George Harrison with Eric Clapton and Band
- 1993 : Spin 1ne 2wo - Spin 1ne 2wo
- 1993 : The Sun Don't Lie - Marcus Miller
- 1993 : Tutte storie - Eros Ramazzotti
- 1994 : Wildflowers - Tom Petty
- 1994 : Hold On - Alan Frew
- 1995 : Shadow Man - Sasha Gracanin featuring Mick Taylor
- 1996 : Songs and Music from She's the One - Tom Petty and the Heartbreakers
- 1996 : La Tentation du bonheur, Hubert-Félix Thiéfaine
- 1998 : Le Bonheur de la tentation, Hubert-Félix Thiéfaine
- 1999 : Echo - Tom Petty and the Heartbreakers
- 2002 : The Last DJ - Tom Petty and the Heartbreakers
- 2003 : It Up: Steve Ferrone and Friends Live at La Ve Lee
- 2006 : More Head - Steve Ferrone's Farm Fur
- 2008 : The Black and White Years - The Black and White Years
- 2009 : The Live Anthology - Tom Petty and the Heartbreakers
- 2010 : MOJO - Tom Petty and the Heartbreakers
- 2010 : Slash - Slash
- 2014 : Steve Ferrone and Friends 'Live in France'[1]
- 2021 : Steve Ferrone and Friends 'Mo'Live'[2]